# Markus Dau
Markus Dau (* 13. Februar 1982 in Stralsund) ist ein deutscher ehemaliger Handballspieler, Handballtrainer und Geschäftsführer.

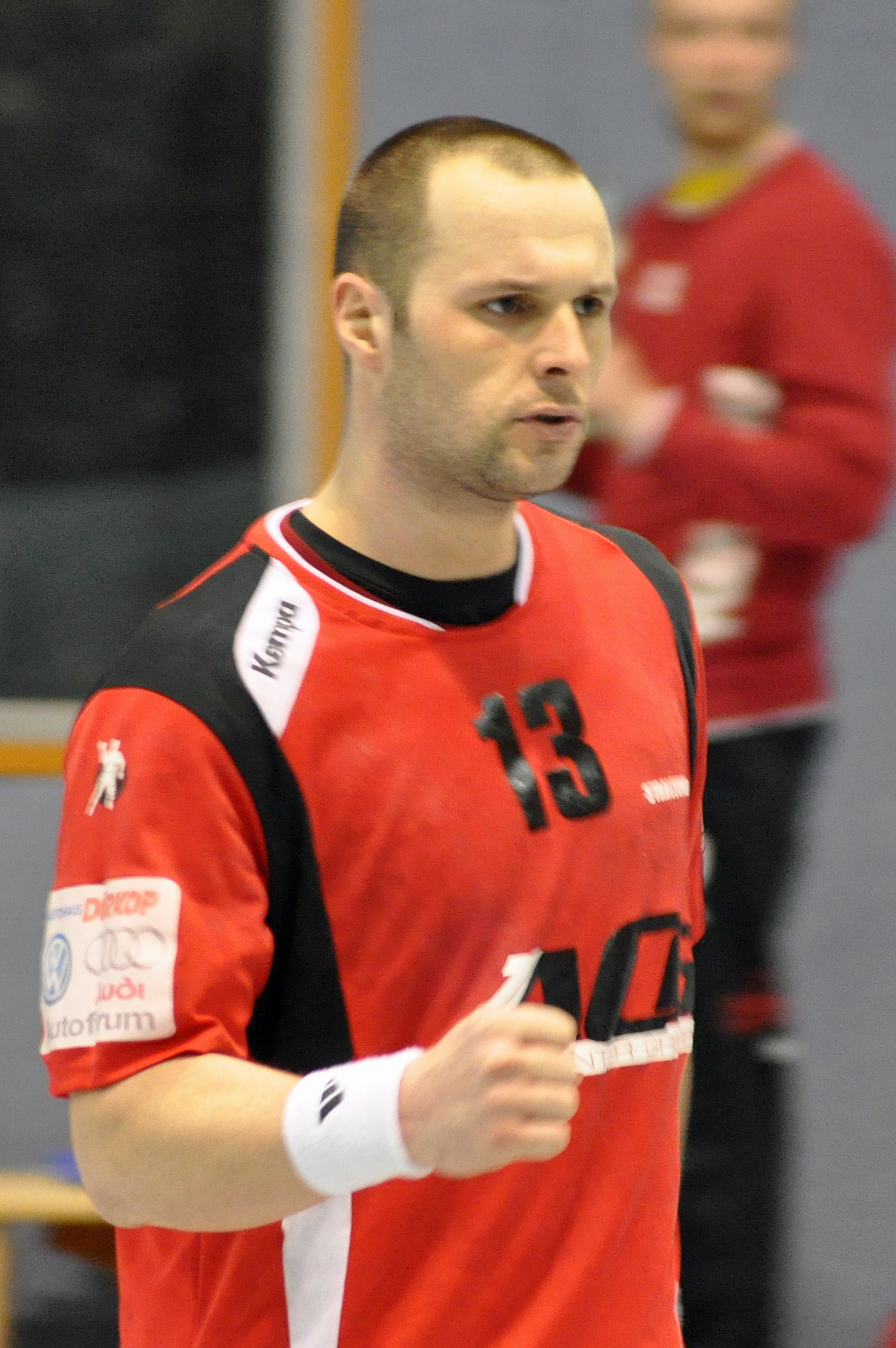
Markus Dau (2013)

Dau begann mit dem Handballsport beim TSV 1860 Stralsund (vormals BSG Motor Stralsund), aus dem der Stralsunder HV (SHV) hervorging, bei dem er auch seine Karriere im bezahlten Sport begann. Der 1,96 Meter große Kreisläufer war bis zum Ende der Erstligasaison 2003/2004 beim Stralsunder HV tätig. In der Saison 2004/2005 lief Dau für den HSV Blau Weiß Insel Usedom in der 2. Bundesliga, Staffel Nord, auf und in der Saison 2005/2006 in der Staffel Süd für den ThSV Eisenach. Anschließend spielte er beim HSV Peenetal Loitz.
Zur Saison 2009/2010 verpflichtete ihn erneut der Stralsunder HV, diese Verpflichtung wurde allerdings wegen des Lizenzentzugs für den Stralsunder HV nach Insolvenz der Betreiber-GmbH zurückgenommen; Markus Dau kehrte zur Saison 2009/2010 dennoch zum Stralsunder HV zurück. Mit diesem Verein gewann der mit der Rückennummer 13 auflaufende Kreisläufer den Landesmeistertitel in der damaligen Oberliga Mecklenburg-Vorpommern und erreichte den Aufstieg in die 3. Liga. Seitdem ist er für den Stralsunder HV aktiv, auch in der Geschäftsstelle des Vereins.
Am 27. Januar 2016 übernahm Markus Dau die Geschäftsführung der „SHV Handball GmbH“, die für das Unterhalten, Verwalten und Fördern der am Spielbetrieb des Deutschen Handballbundes teilnehmenden ersten Männermannschaft des Stralsunder HV tätig ist. Von Juli 2016 bis 2018 war er zudem Trainer der ersten Mannschaft des Stralsunder HV. Zum Ende des Jahres 2022 gab Dau den Posten des Geschäftsführers aus persönlichen Gründen auf.

## Belege
1. ↑  www.handball-world.news Spielerprofil
2. ↑  hsv-loitz.de
3. 1 2  www.handball-world.news Stralsunder HV verpflichtet Kreisläufer Markus Dau
4. ↑  „SHV meldet heute Insolvenz an“, Ostsee-Zeitung Stralsund, 1. Juli 2009, auf stralsunder-hv.de
5. ↑  www.ostsee-zeitung.de
6. ↑  www.stralsunder-hv.de, 19. Juli 2016, abgerufen am 8. August 2016
7. ↑  Ostsee-Zeitung Stralsund, 23. August 2022

| Personendaten    | Personendaten                              |
| ---------------- | ------------------------------------------ |
| NAME             | Dau, Markus                                |
| KURZBESCHREIBUNG | deutscher Handballtrainer, Handballspieler |
| GEBURTSDATUM     | 13. Februar 1982                           |
| GEBURTSORT       | Stralsund                                  |